# Prakash Karat
Prakash Karat (ur. 7 lutego 1948) – indyjski polityk komunistyczny.

## Życiorys
Ukończył Madras Christian College. Studiował również na Uniwersytecie Edynburskim. Działał w organizacjach studenckich (był między innymi przewodniczącym Jawaharlal Nehru University Students' Union 1972–1973 oraz przewodniczącym Students Federation of India 1974–1979). W 1970 wstąpił do KPI (M). Pracował jako asystent jednego z posłów związkowych tej partii. W latach 1982–1985 pełnił funkcję sekretarza partii w Delhi. W 1985 wszedł w skład Komitetu Centralnego. Od 1992 jest członkiem Biura Politycznego. Na XVIII Kongresie KPI (M) w 2005 został wybrany sekretarzem generalnym. Na XIX i XX Kongresie uzyskiwał reelekcję.
Wchodzi w skład rady redakcyjnej partyjnego pisma The Marxist. 
Jest żonaty z Brindą Karat, członkinią Biura Politycznego KPI (M).